# Konankeri, Hukeri
Konankeri là một làng thuộc tehsil Hukeri, huyện Belgaum, bang Karnataka, Ấn Độ.